# Acacia craspedocarpa
Acacia craspedocarpa är en ärtväxtart som beskrevs av Ferdinand von Mueller. Acacia craspedocarpa ingår i släktet akacior, och familjen ärtväxter. Inga underarter finns listade i Catalogue of Life.